# Altos Fagnes
Os Altos Fagnes (em francês:  Hautes Fagnes, em alemão:  Hohes Venn) são uma área na província de Liège, na Bélgica que se estende até à Alemanha, entre as Ardenas e o Eifel. O seu ponto mais alto, com 694 m de altitude, é o Signal de Botrange perto de Eupen, que é o ponto mais alto da Bélgica. Grande parte dos Altos Fagnes fica no parque natural germano-belga Hohes Venn-Eifel.

## Galeria de imagens

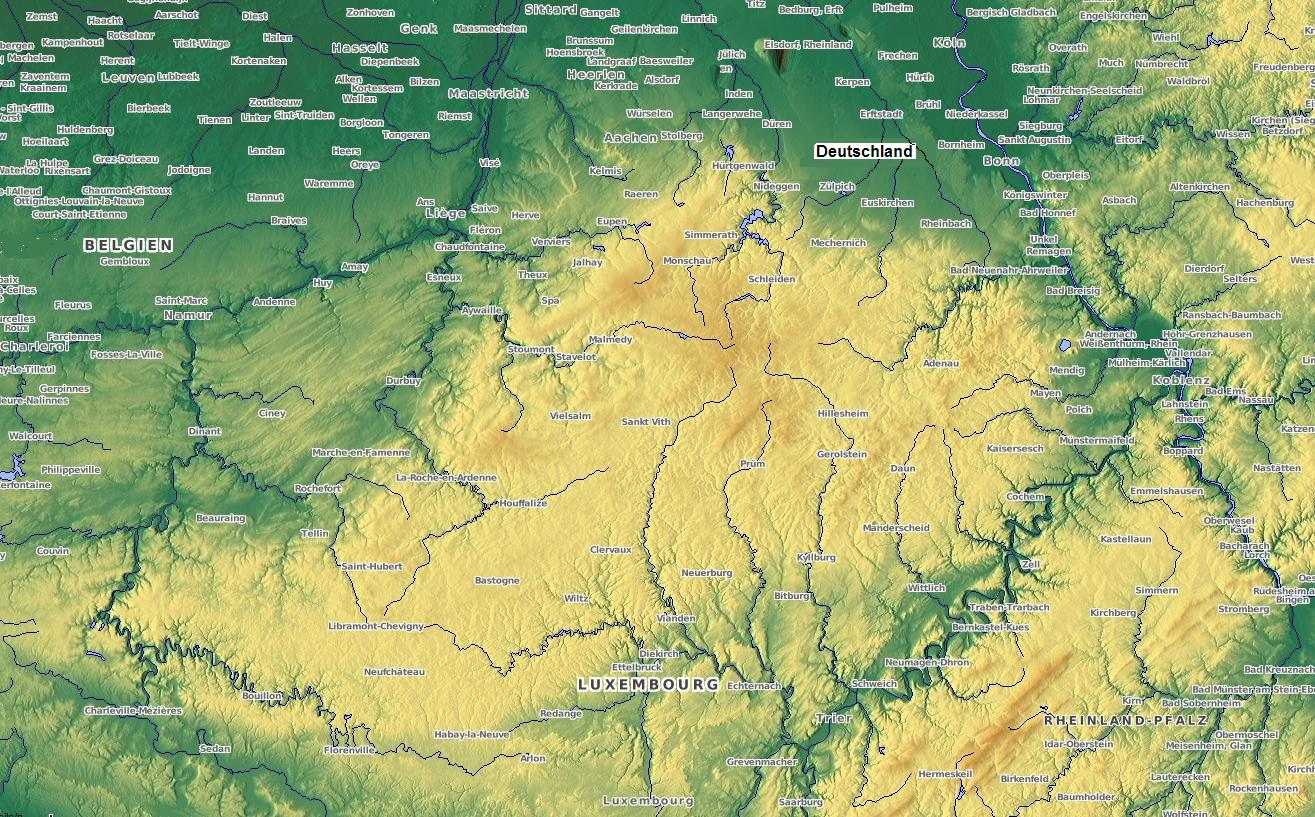
Terras altas de Ardena e Eifel
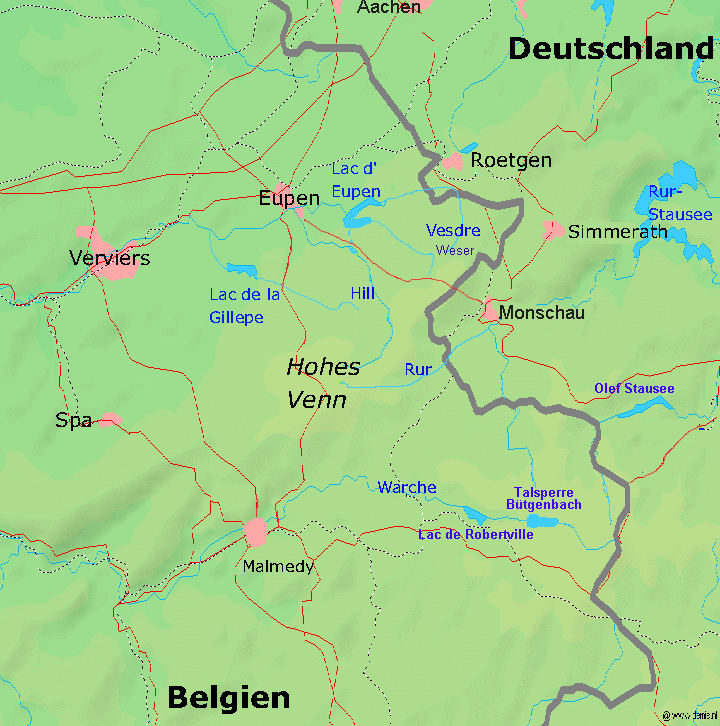
Mapa dos Altos Fagnes (Hohen Venns), entre a Bélgica e a Alemanha
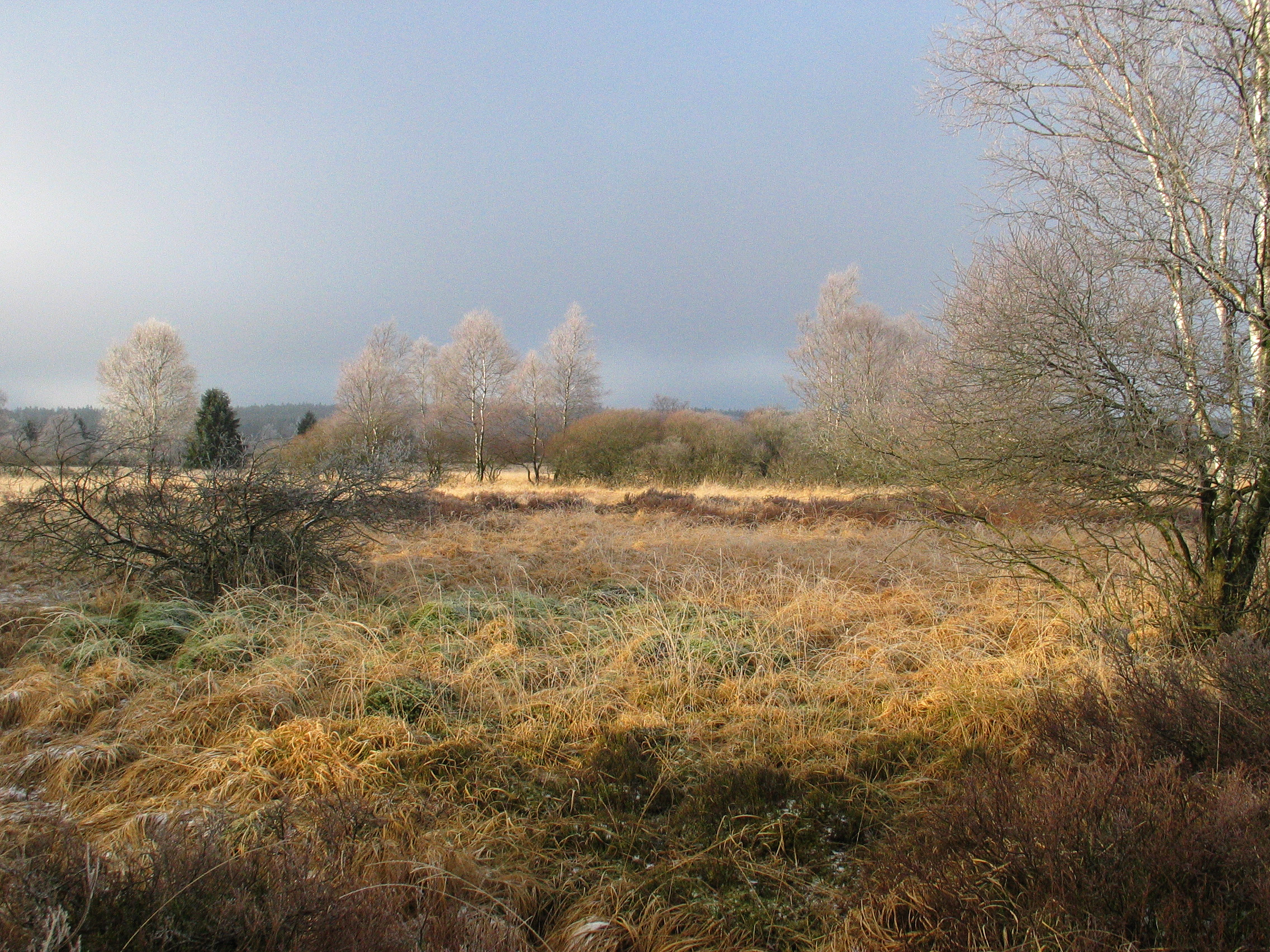
Paisagem dos Altos Fagnes
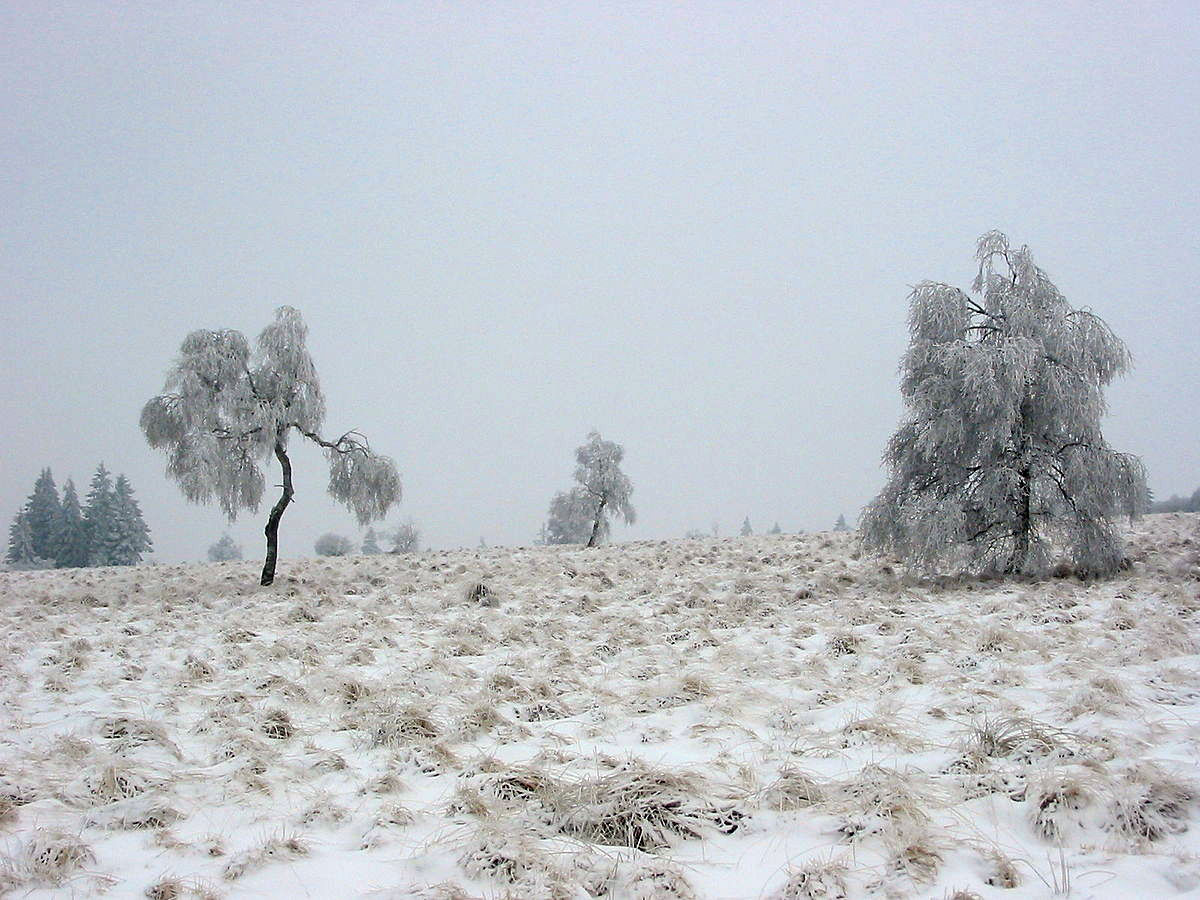
Altos Fagnes no Inverno
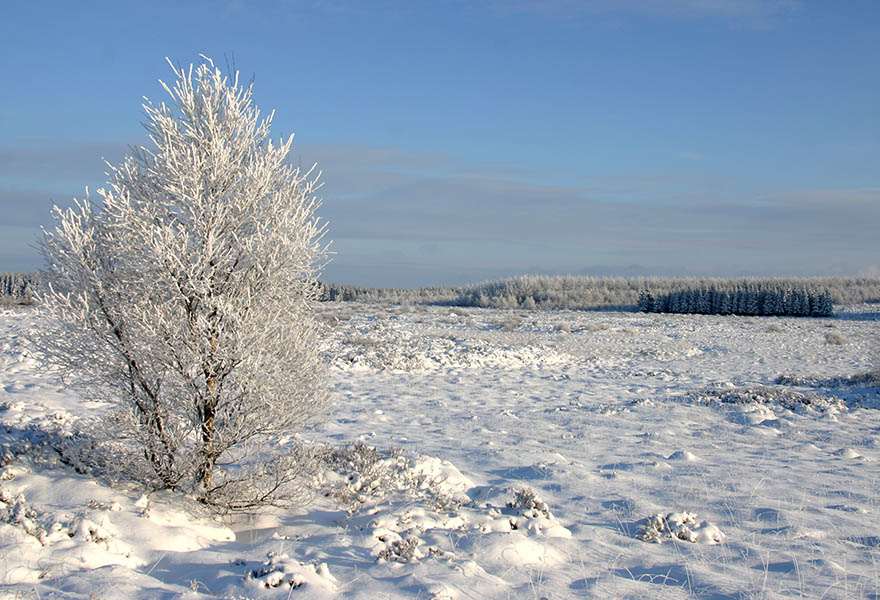
Inverno em Fagnes
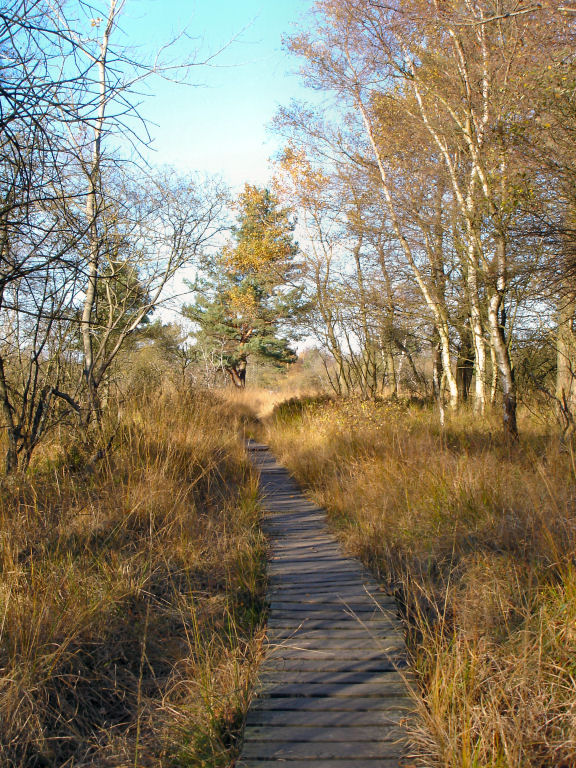
Trilha de madeira atravessando os Altos Fagnes (die Hohe Venn)